# Aphaenogaster feae
Aphaenogaster feae är en myrart som beskrevs av Carlo Emery 1889. Aphaenogaster feae ingår i släktet Aphaenogaster och familjen myror.

## Underarter
Arten delas in i följande underarter:
- A. f. feae
- A. f. imbellis
- A. f. nicobarensis
- A. f. simulans